# 詹姆斯敦 (北卡羅萊納州)
詹姆斯敦（英語：Jamestown）是一個位於美國北卡羅萊納州吉爾福德縣的城鎮。

## 人口
根據2020年美國人口普查的數據，詹姆斯敦的面積為7.76平方千米，皆為陸地。當地共有人口3668人，而人口密度為每平方千米473人。